# Mitrophrys gynandra
Mitrophrys gynandra är en fjärilsart som beskrevs av Jordan 1913. Mitrophrys gynandra ingår i släktet Mitrophrys och familjen nattflyn. Inga underarter finns listade i Catalogue of Life.